# Curalha
Curalha é uma povoação portuguesa sede da Freguesia de Curalha do Município de Chaves, freguesia com 7,82 km² de área e 416 habitantes (censo de 2021), tendo, por isso, uma densidade populacional de 53,2 hab./km².

## Localização
Curalha dista aproximadamente 6 km da cidade de Chaves. Fica situada na margem direita do rio Tâmega, perto de uma zona de terras férteis.

## História
A sua origem remonta à época celta, da qual existem ainda muitos vestígios, principalmente o Castro da Curalha, sendo o mais bem conservado do concelho, e, junto do qual existia um frondoso pinheiro manso. Testemunha da época pré-romana o castro domina o rio Tâmega, a larga zona de terras férteis de Curalha e a antiga estrada Romana de Chaves a Braga (hoje N131). Deste castro fazem parte muralhas e casas semi-construídas. Nesta zona também foram encontradas moedas, objetos de bronze e cerâmica, mós, tégulas, contas, etc.. Todos estes achados foram entregues ao Museu da Região Flaviense.
Sobre o rio Tâmega existe uma ponte de granito chamada de Poldrado de Curalha (poldras ou passadiço), que está muito bem conservada e serve para as pessoas e os animais passarem o rio.
Quanto à toponímia da freguesia, os autores não chegam a consenso, enquanto uns a relacionam com o nome de uma “rica-dona” que aí terá vivido, outros acham que é uma referência ao povoamento muralhado.

## Demografia
A população registada nos censos foi:
| Distribuição da População por Grupos Etários | Distribuição da População por Grupos Etários | Distribuição da População por Grupos Etários | Distribuição da População por Grupos Etários | Distribuição da População por Grupos Etários |
| -------------------------------------------- | -------------------------------------------- | -------------------------------------------- | -------------------------------------------- | -------------------------------------------- |
| Ano                                          | 0-14 Anos                                    | 15-24 Anos                                   | 25-64 Anos                                   | > 65 Anos                                    |
| 2001                                         | 83                                           | 70                                           | 266                                          | 99                                           |
| 2011                                         | 59                                           | 53                                           | 251                                          | 106                                          |
| 2021                                         | 47                                           | 29                                           | 223                                          | 117                                          |